# يار عزيز
يار عزيز هي قرية في مقاطعة تكاب، إيران. يقدر عدد سكانها بـ 225 نسمة بحسب إحصاء 2016.